# Haematopota dolondoloensis
Haematopota dolondoloensis är en tvåvingeart som beskrevs av Travassos Santos Dias 1991. Haematopota dolondoloensis ingår i släktet Haematopota och familjen bromsar.
Artens utbredningsområde är Angola. Inga underarter finns listade i Catalogue of Life.